# Demushbo
El demushbo (Dëmushbo) o remo és una llengua pano extingida el 2014 de la conca amazònica, al Brasil, prop de la frontera entre el Brasil i el Perú.